# Cheilosia atypica
Cheilosia atypica är en tvåvingeart som beskrevs av Barkalov 1993. Cheilosia atypica ingår i släktet örtblomflugor, och familjen blomflugor. Inga underarter finns listade i Catalogue of Life.